# Djurmo
Djurmo is een plaats in de gemeente Gagnef in het landschap Dalarna en de provincie Dalarnas län in Zweden. De plaats heeft 689 inwoners (2005) en een oppervlakte van 91 hectare. De plaats ligt tussen de rivier de Dalälven en de 358 meter boven de zeespiegel gelegen heuvel Djurmo klack, op een afstand van circa 4 kilometer ten oosten van Djurås.

## Verkeer en vervoer
Bij de plaats loopt de E16/Riksväg 70. Aan de andere kant van de rivier de Dalälven tegenover Djurmo, ligt Bäsna er is echter geen brugverbinding tussen beide plaatsen.
Door de plaats loopt de spoorweg Dalabanan.